# REM-eiland

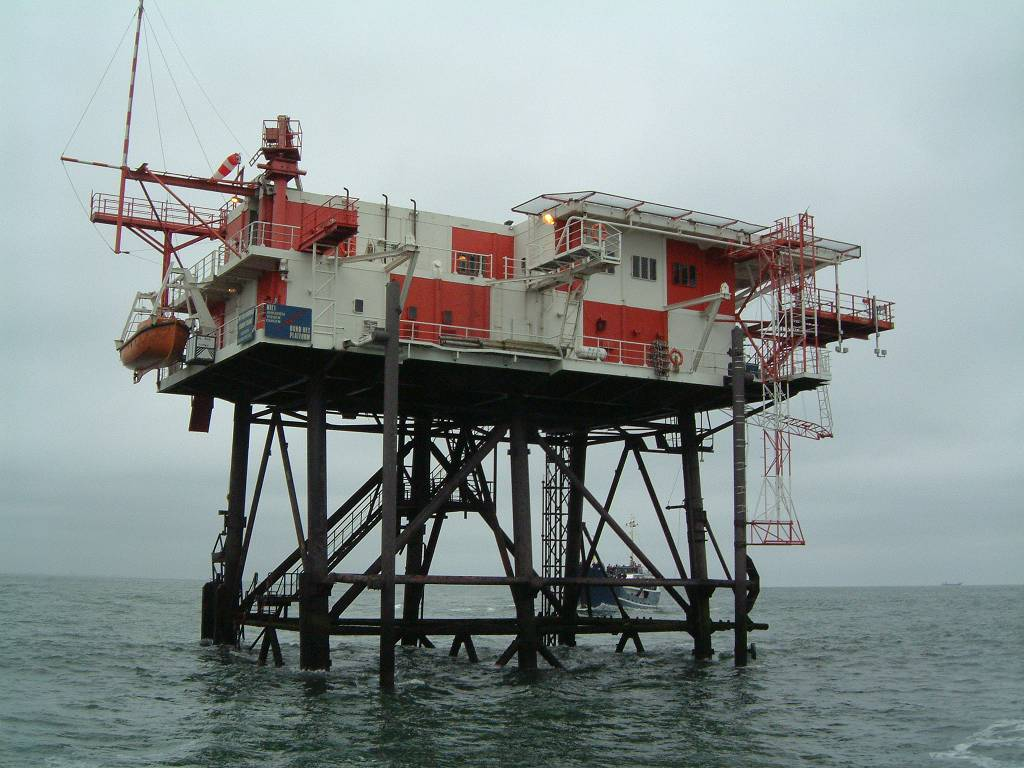
REM-eiland, 2006

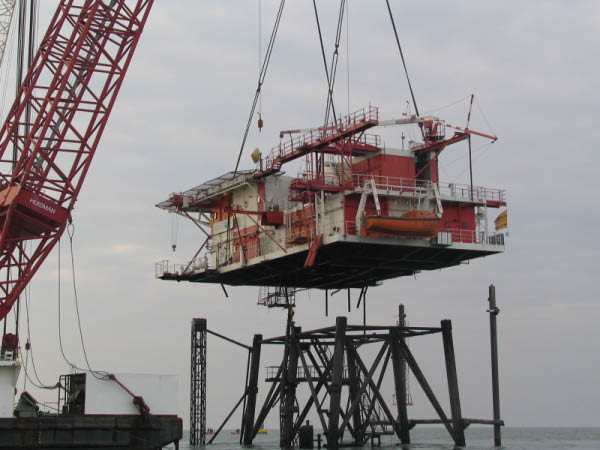
Demontage der Plattform

REM-eiland war ein neun Kilometer vor der Küste von Noordwijk, Niederlande, liegendes Offshorebauwerk, das als Basis für einen Piratensender und später als Messstation diente. Die Plattform wurde 1964 von der Reclame Exploitatie Maatschappij („Gesellschaft zur Nutzung von Werbung“) errichtet, die von dort die niederländischen Programme Radio Noordzee und TV Noordzee ausstrahlte. Nach der Demontage (2006) wurde das Bauwerk in Amsterdam direkt am Wasser wieder aufgebaut.

## Geschichte

### Errichtung
Ende 1963 gründete der niederländische Zeitungsverleger Will Hordijk gemeinsam mit Cornelis Verolme, dem Besitzer des niederländischen Schiffbaukonzerns Verolme Verenigde Scheepswerven (VVSW), und Pieter Heerema, Inhaber eines Herstellers von Bohrinseln, die Gesellschaft Reclame Exploitatie Maatschappij (REM) und kündigte die Errichtung eines privaten, werbefinanzierten Radio- und Fernsehsenders an. Das niederländische Recht ließ zu dem Zeitpunkt einen solchen kommerziellen Sender nicht zu, daher sollte die Station außerhalb der Hoheitsgewässer errichtet werden. Solche „Piratensender“ existierten bereits (beispielsweise Radio Veronica), sendeten jedoch von Schiffen aus. Zum Schutz vor dem Wellengang sollte der REM-Sender aber auf einer auf dem Meeresgrund stehenden Stahl-Plattform ähnlich einer Bohrinsel stehen.
Die Plattform wurde in Verolmes Werft in Cork, Irland, gebaut und von Heeremas Spezialschiff „Global Adventurer“ in Einzelteilen vor die Küste Noordwijks transportiert, wo sie am 3. Mai 1964 ankam und im Anschluss montiert wurde. Am 5. Juni war die Errichtung der insgesamt 9 Millionen Gulden (rund 4 Millionen Euro) teuren Anlage mit Arbeitsräumen und Unterkünften auf zwei Etagen für 25 Mitarbeiter, einem Hubschrauber-Landeplatz und einer 60 Meter hohen Antenne abgeschlossen.

### Sendebetrieb
Das erste Radio-Testsignal wurde am 29. Juli 1964 ausgestrahlt, das erste Testbild am 12. August. Drei Tage später begann der reguläre Betrieb von TV Noordzee mit einer Dokumentation über den Bau von REM-eiland. Im Anschluss wurde der erste Werbespot der niederländischen Fernsehgeschichte ausgestrahlt. Radio- und TV-Sender wechselten sich ab – Radio Noordzee sendete von 9 bis 18 Uhr, danach folgte TV Noordzee.
Obwohl für den Empfang von TV Nordzee spezielle Antennen nötig waren, wurde der Sender schnell populär. Im Oktober verfolgten rund zwei Millionen Zuschauer das Programm, das vor allem amerikanische Unterhaltungsserien wie Mr. Ed, Rin Tin Tin oder Mister Magoo zeigte.

### Nachnutzung

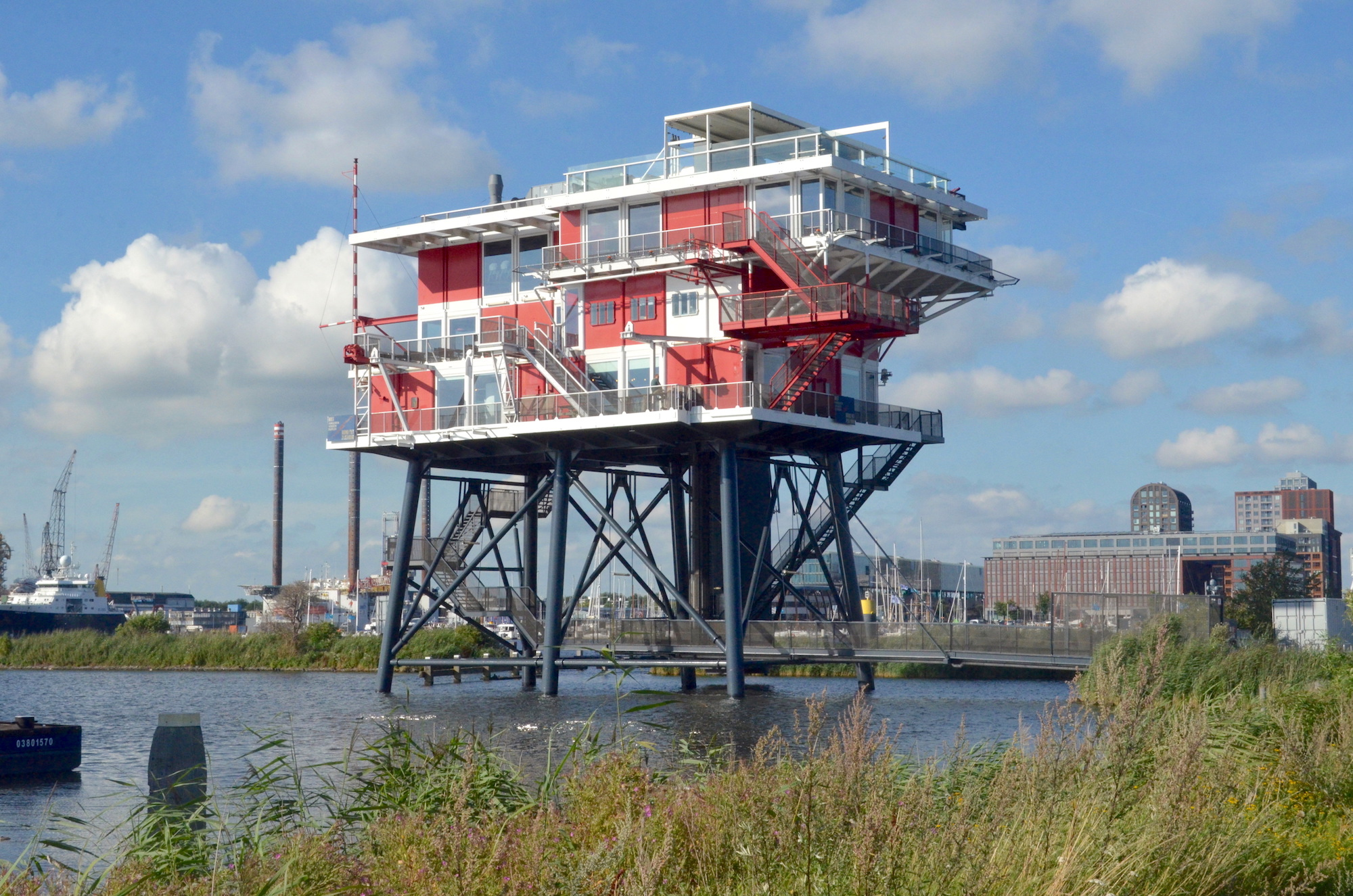
REM-eiland, 2020, am neuen Standort, in Houthaven, Amsterdam

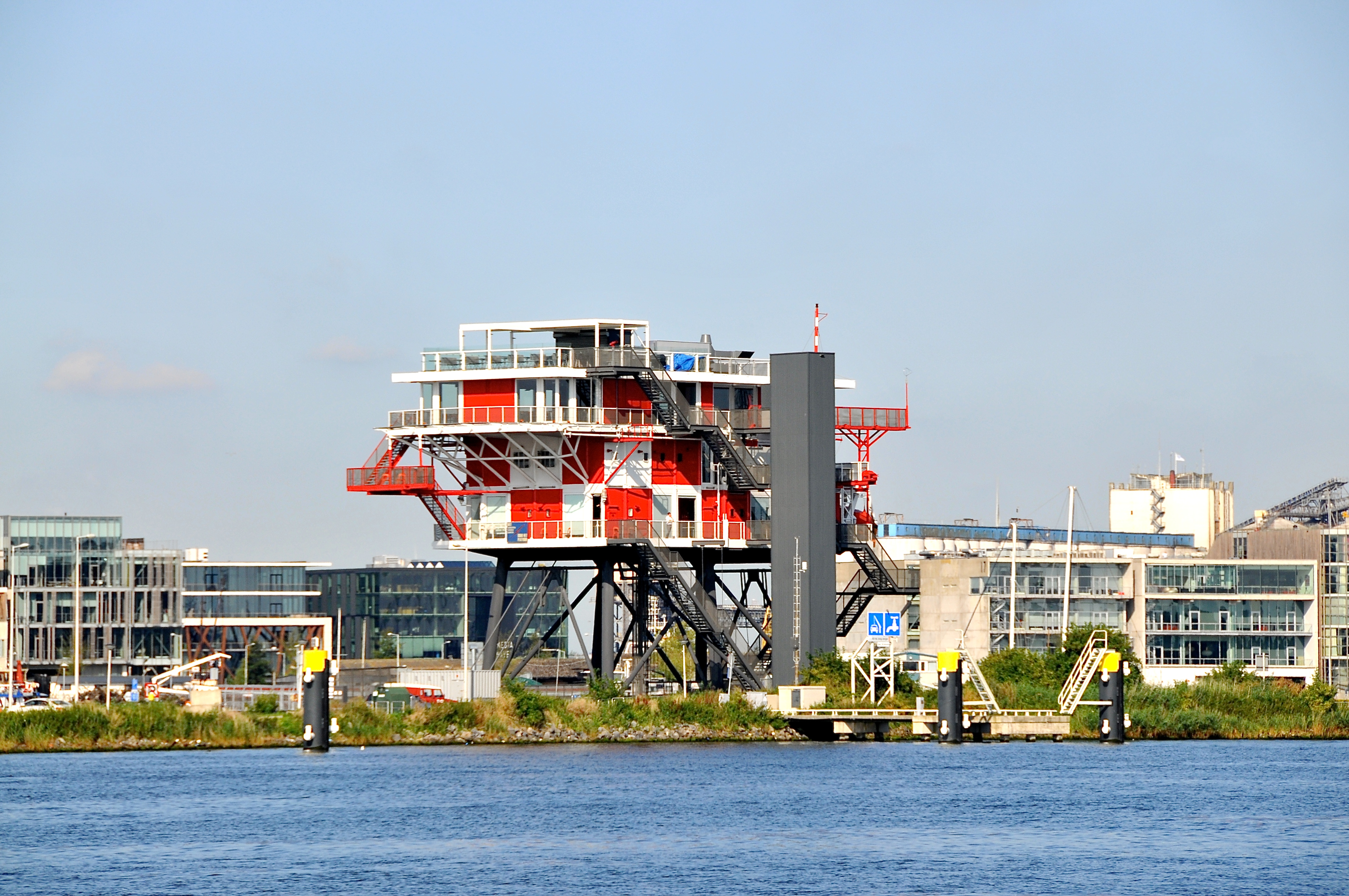
REM Eiland, 2014

REM-eiland befand sich rund 10 km vor der Küste und somit außerhalb der niederländischen Hoheitsgewässer. Da die Plattform jedoch auf dem Kontinentalsockel befestigt war, ergab sich für die niederländische Regierung eine Möglichkeit, gegen den Piratensender vorzugehen. So trat am 12. Dezember 1964 ein Gesetz in Kraft, das die Staatsgrenze auf dem Sockel auf 11,5 km erweiterte – REM-eiland befand sich nun auf niederländischem Territorium. Am 17. Dezember räumte die Königliche Niederländische Marine die Plattform, der Sendebetrieb wurde eingestellt. Kurz zuvor wurde REM-eiland an ein panamaisches Unternehmen verkauft, außerdem gründeten die Betreiber von TV und Radio Noordzee die legale TROS (Televisie en Radio Omroep Stichting), die 2014 mit der AVRO (Algemene Vereniging Radio Omroep) zur AVROTROS fusionierte.
Ab 1974 nutzte der Staat die künstliche Insel als Messstation. 2004 wurde der Messbetrieb eingestellt, die Plattform sollte verkauft werden. Da sich jedoch kein Käufer fand, wurde die Plattform schließlich im Juni 2006 demontiert und an Land gebracht. 2008 kaufte die Wohnungsbaugesellschaft De Key REM-eiland und führte 2011 den Wiederaufbau in einem Wohngebiet im Amsterdamer Houthaven durch. Das neue REM-eiland beinhaltet ein Restaurant und zwei Bars.

## REM-eiland in den Medien
Der Fernsehfilm Trimmel und der Tulpendieb aus der Reihe Tatort wurde 1976 weitgehend auf REM-eiland gedreht. Die Autoren Friedhelm Werremeier und Peter Schulze-Rohr hatten die künstliche Insel Jahre vorher entdeckt und die Handlung ihres Krimis an die Gegebenheiten vor Ort angepasst. Die von den ursprünglichen Eigentümern erteilte Drehgenehmigung war durch die Übernahme durch den niederländischen Staat jedoch gegenstandslos geworden, die Regierung wies das Filmvorhaben aber zurück. Der NDR gewann daraufhin den niederländischen Sender TROS als Koproduzenten, und nachdem sich dadurch selbst eine Parlamentsdebatte um die Drehgenehmigung entspann, erteilte die Regierung schließlich mit zweijähriger Verzögerung eine solche. Für den Dreh wurde die mittlerweile renovierte Insel nochmals „auf alt“ getrimmt.
Im Jahr 2020 werden in der 3. Folge der 1. Staffel Zerrissenes Amsterdam der Serie Kommissar Van der Valk die Zuschauer wieder nach REM-eiland geführt. Die Folge endet im Showdown auf der im Hafen wieder aufgebauten Plattform.

## Anhang

### Belege
1. ↑  Tatort Folge 067: Trimmel und der Tulpendieb, aufgerufen am 28. Dezember 2021
2. ↑  »Trimmel mischt "Holland" auf« bei www.tatort-fundus.de (Memento vom 28. Mai 2009 im Internet Archive)
3. ↑  Trimmel und der Tulpendieb Fernsehserien.de, aufgerufen am 28. Dezember 2021